# GialappaShow
GialappaShow è un programma televisivo italiano di genere commedia e satirico, in onda in simulcast su TV8 e Sky Uno dal 21 maggio 2023, con la conduzione della Gialappa's Band e del Mago Forest.

## Format
Il programma, condotto dalla Gialappa's Band, dal Mago Forest e da una co-conduttrice diversa per ogni puntata, riprende il format dei programmi Mai dire..., alternando comicità e satira in studio agli sketch dei comici del cast. La Gialappa's Band è composta solamente da Giorgio Gherarducci e Marco Santin, in quanto Carlo Taranto ha deciso di non lavorare al progetto.
All'interno del programma va in onda anche Sensualità a corte (nella prima edizione denominata Sensualità a Pechino). Non mancano i commenti a diversi programmi tv, ai più importanti eventi sportivi e ai tormentoni del web. Inoltre, è prevista la partecipazione di diversi ospiti a sorpresa che partecipano agli sketch dei comici.

### Cast
Oltre ai conduttori, il cast è composto dai comici Enrique Balbontin, Valentina Barbieri, Alessandro Betti, Toni Bonji, Andrea Ceccon, Marcello Cesena, Simona Garbarino, Brenda Lodigiani, Antonio Ornano, Ubaldo Pantani, Massimo Pieriboni e Stefano Rapone, mentre l'accompagnamento musicale del programma è realizzato dai Neri per Caso diretti da Vittorio Cosma.
Nella seconda edizione al cast si aggiungono Alessandro Bianchi, Thomas Basilico, Fabrizio Brignolo, Fabrizio Casalino, Edoardo Ferrario, Gigi e Ross, Fabrizio Lo Presti, Mauro Pirovano e Marcella Silvestri (quest'ultima parzialmente presente anche nella prima edizione).
Nella terza invece si aggiungono Maccio Capatonda e Max Giusti, mentre Antonio Ornano non partecipa alla stagione.
Nella quarta stagione si aggiungono al cast Giovanni Vernia e Herbert Ballerina, mentre Capatonda non partecipa alla stagione. Nella seconda puntata, con Valentino Rossi, il Mago Forest viene per la prima volta affiancato da un uomo nella conduzione.
Nella quinta stagione si aggiungono al cast Giulia Vecchio e Carlo Amleto, mentre Ballerina, Enrique Balbontin e Andrea Ceccon non partecipano alla stagione. Inoltre, all'interno dell'ultimo episodio di Sensualità a corte, appare in un cameo Carlo Taranto, ex membro della Gialappa's.

### Messa in onda
Dopo aver occupato lo spazio della domenica sera di TV8 e di Sky Uno tra la primavera ed estate 2023, il ciclo autunnale di episodi si sposta al lunedì sera, sempre alle 21:30, dal 16 ottobre 2023. Alla messa in onda delle puntate regolari segue la trasmissione di un Best of, l'11 dicembre 2023.
La terza stagione va in onda dal 10 aprile 2024, inizialmente il mercoledì e successivamente, a partire dal 6 maggio, di lunedì. Alla messa in onda delle puntate regolari, segue una "edizione straordinaria" con una conduzione a sé stante del Mago Forest e Federica Masolin, comprendente i migliori momenti della terza stagione e alcuni inediti, il 27 maggio 2024, e un ulteriore Best of  il 3 giugno.
Nel settembre 2024 il duo, durante il programma Gialappa's night dedicato alla Champions League, annuncia che la quarta stagione partirà nell'ottobre dello stesso anno; successivamente viene confermato l'inizio della nuova stagione al 21 ottobre. Segue il consueto Best of il 16 dicembre.
Nel 2025 viene annunciata una quinta stagione, in onda dal 31 marzo al 19 maggio, seguita il 26 maggio, come accaduto per la terza, da una "edizione straordinaria" che ripropone sketch già andati in onda, con una conduzione a se stante di Forest qui accompagnato da Emanuela Folliero, Gabriella Golia e Mariolina Cannuli, e da due ulteriori Best of il 2 e 9 giugno.

## Edizioni
| Edizioni | Anno | Conduzione      | Conduzione  | Periodo         | Periodo         | Puntate | Studio                    |
| Edizioni | Anno | Conduzione      | Conduzione  | Inizio          | Fine            | Puntate | Studio                    |
| -------- | ---- | --------------- | ----------- | --------------- | --------------- | ------- | ------------------------- |
| 1ª       | 2023 | Gialappa's Band | Mago Forest | 21 maggio 2023  | 9 luglio 2023   | 8       | Soulmovie Studios, Milano |
| 2ª       | 2023 | Gialappa's Band | Mago Forest | 16 ottobre 2023 | 4 dicembre 2023 | 8       | Soulmovie Studios, Milano |
| 3ª       | 2024 | Gialappa's Band | Mago Forest | 10 aprile 2024  | 20 maggio 2024  | 7       | Soulmovie Studios, Milano |
| 4ª       | 2024 | Gialappa's Band | Mago Forest | 21 ottobre 2024 | 9 dicembre 2024 | 8       | Soulmovie Studios, Milano |
| 5ª       | 2025 | Gialappa's Band | Mago Forest | 31 marzo 2025   | 19 maggio 2025  | 7       | Soulmovie Studios, Milano |

## Puntate e ascolti
Le tabelle comprendono il solo dato di TV8. 

### Prima edizione (primavera-estate 2023)
| Puntata | Messa in onda  | Ascolti        | Ascolti | Ascolti | Co-conduzione        | Ospiti                                                             |
| Puntata | Messa in onda  | Telespettatori | Share   | Fonte   | Co-conduzione        | Ospiti                                                             |
| ------- | -------------- | -------------- | ------- | ------- | -------------------- | ------------------------------------------------------------------ |
| 1       | 21 maggio 2023 | 907 000        | 5,10%   | [ 23 ]  | Paola Di Benedetto   | Barbara Petrillo                                                   |
| 2       | 28 maggio 2023 | 858 000        | 4,90%   | [ 24 ]  | Melissa Satta        | Victoria Cabello                                                   |
| 3       | 4 giugno 2023  | 863 000        | 5,10%   | [ 26 ]  | Cristina Chiabotto   | Coma Cose                                                          |
| 4       | 11 giugno 2023 | 841 000        | 5,50%   | [ 28 ]  | Giulia Salemi        | Giancarlo Magalli                                                  |
| 5       | 19 giugno 2023 | 799 000        | 5,00%   | [ 30 ]  | Federica Nargi       | Giovanni Benincasa, Fabrizio Biggio, Beppe Carletti, Fiorello, Raf |
| 6       | 25 giugno 2023 | 721 000        | 5,10%   | [ 32 ]  | Valentina Lodovini   | Malika Ayane, Lorenzo Licitra                                      |
| 7       | 2 luglio 2023  | 699 000        | 5,10%   | [ 34 ]  | Laura Barth          | Bruno Barbieri, Federico Buffa, Noemi                              |
| 8       | 9 luglio 2023  | 694 000        | 5,20%   | [ 36 ]  | Carolina Crescentini | Elio, Linus, Nicola Savino                                         |
| Media   | Media          | 797 750        | 5,10%   |         |                      |                                                                    |

### Seconda edizione (autunno 2023)
| Puntata | Messa in onda    | Ascolti        | Ascolti | Ascolti | Co-conduzione       | Ospiti                                                                                            |
| Puntata | Messa in onda    | Telespettatori | Share   | Fonte   | Co-conduzione       | Ospiti                                                                                            |
| ------- | ---------------- | -------------- | ------- | ------- | ------------------- | ------------------------------------------------------------------------------------------------- |
| 1       | 16 ottobre 2023  | 904 000        | 4,90%   | [ 38 ]  | Ellen Hidding       | Fedez, Raffaello Tonon                                                                            |
| 2       | 23 ottobre 2023  | 845 000        | 4,60%   | [ 39 ]  | Ivana Mrázová       | Fabio Fazio, Francesca Michielin                                                                  |
| 3       | 30 ottobre 2023  | 773 000        | 4,60%   | [ 41 ]  | Sabrina Salerno     | Ivana Mrázová, Raiz, Fabio Rovazzi                                                                |
| 4       | 6 novembre 2023  | 812 000        | 4,60%   | [ 43 ]  | Greta Scarano       | Paola Cortellesi, Valerio Lundini, Margherita Vicario                                             |
| 5       | 13 novembre 2023 | 744 000        | 4,20%   | [ 45 ]  | Rocío Muñoz Morales | Giuseppe Bergomi, Colapesce Dimartino, Francesca Manzini                                          |
| 6       | 21 novembre 2023 | 678 000        | 4,00%   | [ 47 ]  | Martina Colombari   | Maccio Capatonda, Ditonellapiaga, Ignazio Moser                                                   |
| 7       | 27 novembre 2023 | 779 000        | 4,40%   | [ 49 ]  | Rose Villain        | Giorgio Mastrota, Cochi Ponzoni, Claudio Santamaria                                               |
| 8       | 4 dicembre 2023  | 723 000        | 4,30%   | [ 50 ]  | Elena Santarelli    | Liliana Fiorelli, Giovanni Floris, Paolo Hendel, Maurizio Lastrico, Clayton Norcross, Mara Sattei |
| Media   | Media            | 782 250        | 4,45%   |         |                     |                                                                                                   |

### Terza edizione (primavera 2024)
| Puntata | Messa in onda  | Ascolti        | Ascolti | Ascolti | Co-conduzione       | Ospiti |
| Puntata | Messa in onda  | Telespettatori | Share   | Fonte   | Co-conduzione       | Ospiti |
| ------- | -------------- | -------------- | ------- | ------- | ------------------- | --- |
| 1       | 10 aprile 2024 | 698 000        | 4,20%   | [ 51 ]  | Alessia Marcuzzi    | Stefano Accorsi, Simone "Cicalone" Ruzzi, Martina Gatti, Michela Giraud, Claudia Pandolfi, Sarafine, Pietro Sermonti, Marco Travaglio, Nina Zilli |
| 2       | 17 aprile 2024 | 577 000        | 3,70%   | [ 53 ]  | Ilenia Pastorelli   | Chiara Galiazzo, Tony Hadley, Giancarlo Magalli, Francesca Tandoi                                                                                 |
| 3       | 24 aprile 2024 | -              | -       | [ 55 ]  | Francesca Michielin | Annalisa, Antonio Bannò, Francesco Mandelli, N.A.I.P., Herbert Ballerina, Mario de Lillo, Maurizio Merluzzo                                       |
| 4       | 1º maggio 2024 | 741 000        | 4,50%   | [ 57 ]  | Filippa Lagerbäck   | Elio e le Storie Tese, Luciana Littizzetto, Valeria Sturba, Rocco Siffredi, Maurizio Lastrico, Marta Filippi                                      |
| 5       | 6 maggio 2024  | 764 000        | 4,40%   | [ 59 ]  | Ema Stokholma       | Enrico Beruschi, Francesca Naibo, Francesco Chiofalo, Ghemon, Giacomo Giorgio, Paola Di Benedetto                                                 |
| 6       | 13 maggio 2024 | 717 000        | 4,10%   | [ 61 ]  | Ilaria D'Amico      | Arabella Rustico, Claudio Lippi, La Rappresentante di Lista, Maria Grazia Cucinotta, Ugo Dighero                                                  |
| 7       | 20 maggio 2024 | 778 000        | 4,60%   | [ 62 ]  | Elisabetta Canalis  | Ciccio Graziani, Dario Vergassola, Diodato, Fabio De Luigi, Gianluca Fubelli, Jasmine Trinca, Juliette Ant, Ugo Dighero, Valeria Golino           |
| Media   | Media          | 712 500        | 4,25%   |         |                     | |

### Quarta edizione (autunno 2024)
| Puntata | Messa in onda    | Ascolti        | Ascolti | Ascolti | Co-conduzione       | Ospiti |
| Puntata | Messa in onda    | Telespettatori | Share   | Fonte   | Co-conduzione       | Ospiti |
| ------- | ---------------- | -------------- | ------- | ------- | ------------------- | --- |
| 1       | 21 ottobre 2024  | 821 000        | 4,80%   | [ 63 ]  | Laura Pausini       | Elio, Antonella Fiordelisi, Beppe Vessicchio, Coro Mongioje                                                                         |
| 2       | 28 ottobre 2024  | 889 000        | 5,50%   | [ 66 ]  | Valentino Rossi     | Paola e Chiara, Matilde Gioli, Estefanía Bernal, Roberta Raschellà                                                                  |
| 3       | 4 novembre 2024  | 792 000        | 4,70%   | [ 68 ]  | Caterina Balivo     | Matilda De Angelis, Brunori Sas, Whitemary, Antonella Elia, Peter Gomez                                                             |
| 4       | 11 novembre 2024 | 845 000        | 4,90%   | [ 70 ]  | Mara Maionchi       | Paolo Sorrentino, Vinicio Capossela, Giulia Lo Giudice, Peter Gomez                                                                 |
| 5       | 18 novembre 2024 | 988 000        | 5,80%   | [ 72 ]  | Noemi               | Jake La Furia, Giuliano Sangiorgi, Antonella Fiordelisi, Mauro Coruzzi, Gianluca Gazzoli, Gemelli Cutello                           |
| 6       | 25 novembre 2024 | 876 000        | 5,04%   | [ 74 ]  | Eva Riccobono       | Martina Broggi, Antonella Fiordelisi, Santi Francesi, Peter Gomez, Cecilia Harp, Nek, Riccardo Scamarcio                            |
| 7       | 2 dicembre 2024  | 863 000        | 4,90%   | [ 75 ]  | Serena Rossi        | Salvatore Esposito, Valentina Lodovini, Francesco Paolantoni, Fiorella Mannoia, Matilde "Plastica" Ferrari                          |
| 8       | 9 dicembre 2024  | 852 000        | 4,90%   | [ 76 ]  | Elettra Lamborghini | Geppi Cucciari, Ermal Meta, Bebo Storti, Francesco Paolantoni, Eugenio Finardi, Lillo, Peter Gomez, Giancarlo Parisi, Andrea Moccia |
| Media   | Media            | 865 750        | 5,07%   |         |                     | |

### Quinta edizione (primavera 2025)
| Puntata | Messa in onda  | Ascolti        | Ascolti | Ascolti | Co-conduzione                                                          | Ospiti |
| Puntata | Messa in onda  | Telespettatori | Share   | Fonte   | Co-conduzione                                                          | Ospiti |
| ------- | -------------- | -------------- | ------- | ------- | ---------------------------------------------------------------------- | --- |
| 1       | 31 marzo 2025  | 819 000        | 4,80%   | [ 77 ]  | Elodie                                                                 | Estefanía Bernal, Maccio Capatonda, Capone & BungtBangt, Niccolò Califano, Antonio D'Ausilio, Costantino della Gherardesca, Alessandra Ierse, Valerio Mastandrea, Marco Ripoldi |
| 2       | 7 aprile 2025  | 662 000        | 4,00%   | [ 78 ]  | Federica Pellegrini                                                    | BigMama, Dargen D'Amico, Hu, Greta Scarano |
| 3       | 14 aprile 2025 | 802 000        | 5,00%   | [ 79 ]  | Francesca Fialdini                                                     | Raul Cremona, Emanuela Folliero, Joshua, Giorgio Panariello, Shablo, Carla Signoris, Tormento                                                                                   |
| 4       | 28 aprile 2025 | 883 000        | 4,50%   | [ 80 ]  | Matilde Gioli                                                          | Stefano Accorsi, Elodie, Costanza Principe, Patrick Ray Pugliese, Joan Thiele                                                                                                   |
| 5       | 5 maggio 2025  | 835 000        | 5,10%   | [ 81 ]  | Carol Maninetti, Valentina Ferreri, Raffaela Pastore, Giulia Gabellini | Manuel Agnelli, Estefania Bernal, Alessandro D'Alessandro, Antonio D'Ausilio, Gaia, Nicolas Maupas, Marco Ripoldi, Amelia Villano, Carlo Amleto                                 |
| 6       | 12 maggio 2025 | 805 000        | 4,80%   | [ 82 ]  | Francesca Pascale                                                      | Alessandro Borghese, Giovanni Esposito, Emanuela Folliero, Willie Peyote, Eleonora Strino, Milly Carlucci                                                                       |
| 7       | 19 maggio 2025 | 860 000        | 5,10%   | [ 83 ]  | Alessandra Amoroso                                                     | Boomdabash, Corinne Cléry, Elio, Eugenio in Via Di Gioia, Idra, Carlo Lucarelli, Frank Matano, Matilde Gioli, Carlo Taranto                                                     |
| Media   | Media          | 809 430        | 4,76%   |         |                                                                        | |

### Puntate speciali eBest of
| Titolo                              | Messa in onda    | Ascolti        | Ascolti | Ascolti | Co-conduzione                                         |
| Titolo                              | Messa in onda    | Telespettatori | Share   | Fonte   | Co-conduzione                                         |
| ----------------------------------- | ---------------- | -------------- | ------- | ------- | ----------------------------------------------------- |
| GialappaShow Best of                | 11 dicembre 2023 | 512 000        | 3,1%    | [ 84 ]  | -                                                     |
| GialappaShow Edizione Straordinaria | 27 maggio 2024   | 579 000        | 3,4%    | [ 85 ]  | Federica Masolin                                      |
| GialappaShow Best of                | 3 giugno 2024    | 528 000        | 3,1%    | [ 86 ]  | -                                                     |
| GialappaShow Best of                | 16 dicembre 2024 | 587 000        | 3,7%    | [ 87 ]  | -                                                     |
| GialappaShow Edizione Straordinaria | 26 maggio 2025   | 681 000        | 4,1%    | [ 88 ]  | Emanuela Folliero, Gabriella Golia, Mariolina Cannuli |
| GialappaShow Best of                | 2 giugno 2025    | 496 000        | 3,3%    | [ 89 ]  | -                                                     |
| GialappaShow Best of                | 9 giugno 2025    | 358 000        | 2,2%    | [ 90 ]  |                                                       |

## Audience
La tabella comprende il solo dato di TV8.
| Edizione | Rete televisiva | Anno | Stagione         | Programmazione | Programmazione | Programmazione | Programmazione | Programmazione | Programmazione | Programmazione | Media auditel  | Media auditel | Première       | Première | Finale         | Finale |
| Edizione | Rete televisiva | Anno | Stagione         | L              | M              | M              | G              | V              | S              | D              | Telespettatori | Share         | Telespettatori | Share    | Telespettatori | Share  |
| -------- | --------------- | ---- | ---------------- | -------------- | -------------- | -------------- | -------------- | -------------- | -------------- | -------------- | -------------- | ------------- | -------------- | -------- | -------------- | ------ |
| 1ª       | TV8             | 2023 | primavera-estate |                |                |                |                |                |                |                | 797 750        | 5,10%         | 907 000        | 5,10%    | 694 000        | 5,20%  |
| 2ª       | TV8             | 2023 | autunno          |                |                | 782 250        | 4,45%          | 904 000        | 4,90%          | 723 000        | 4,30%          |               |                |          |                |        |
| 3ª       | TV8             | 2024 | primavera        |                |                | 712 500        | 4,25%          | 698 000        | 4,20%          | 778 000        | 4,60%          |               |                |          |                |        |
| 4ª       | TV8             | 2024 | autunno          |                | 865 750        | 5,07%          | 821 000        | 4,80%          | 852 000        | 4,90%          |                |               |                |          |                |        |
| 5ª       | TV8             | 2025 | primavera        | 809 430        | 4,76%          | 819 000        | 4,80%          | 860 000        | 5,10%          |                |                |               |                |          |                |        |

## Spin-off

### TV8 Gialappa's Night
Spin-off che ricalca Mai dire Gol, dove si commentano alcune partite di UEFA Champions League appena disputate. Va in onda dopo TV8 Champions Night, dal 18 settembre 2024. Conducono Leo di Bello e Sarah Castellana, con la partecipazione di Max Giusti.

### Puntate
| Puntata | Messa in onda     | Ascolti        | Ascolti | Ascolti |
| Puntata | Messa in onda     | Telespettatori | Share   | Fonte   |
| ------- | ----------------- | -------------- | ------- | ------- |
| 1       | 18 settembre 2024 | 285.000        | 4.4%    | [ 92 ]  |
| 2       | 2 ottobre 2024    | 315.000        | 4.6%    | [ 93 ]  |
| 4       | 23 ottobre 2024   | 362.000        | 5.0%    | [ 94 ]  |
| 5       | 6 novembre 2024   | 352.000        | 4.6%    | [ 95 ]  |
| 6       | 27 novembre 2024  | 371.000        | 4.8%    | [ 96 ]  |
| 7       | 11 dicembre 2024  | 300.000        | 4.1%    | [ 97 ]  |
| 8       | 22 gennaio 2025   | 317.000        | 4.5%    | [ 98 ]  |
| 9       | 29 gennaio 2025   | 389.000        | 5.4%    | [ 99 ]  |
| 10      | 12 febbraio 2025  | 167.000        | 1.5%    | [ 100 ] |
| 11      | 19 febbraio 2025  | 359.000        | 5.2%    | [ 101 ] |
| 12      | 5 marzo 2025      | 327.000        | 4.6%    | [ 102 ] |
| 13      | 12 marzo 2025     | 278.000        | 4.2%    | [ 103 ] |
| 14      | 9 aprile 2025     | 264.000        | 3.9%    | [ 104 ] |
| 15      | 16 aprile 2025    | 331.000        | 4.5%    | [ 105 ] |
| 16      | 6 maggio 2025     | 947.000        | 12.9%   | [ 106 ] |